# Мюнх, Маркус (легкоатлет)
Маркус Мюнх (нем. Markus Münch; род. 13 июня 1986, Гамбург) — немецкий легкоатлет, специалист по метанию диска. Выступал за сборную Германии по лёгкой атлетике в 2007—2015 годах, обладатель бронзовой медали Универсиады, победитель Кубка Европы по зимним метаниям, многократный призёр первенств национального значения, участник летних Олимпийских игр в Лондоне.

## Биография
Маркус Мюнх родился 13 июня 1986 года в Гамбурге, ФРГ.
Занимался лёгкой атлетикой в Пиннеберге, проходил подготовку в местном одноимённом клубе LG Wedel-Pinneberg.
Впервые заявил о себе на международном уровне в сезоне 2007 года, когда вошёл в состав немецкой национальной сборной и выступил в метании диска на молодёжном европейском первенстве в Дебрецене — показал результат 53,52 и в финал не вышел.
В 2009 году выиграл серебряную медаль на Кубке Европы по зимним метаниям в Пуэрто-де-ла-Крусе (64,90), уступив только эстонцу Герду Кантеру. На чемпионате Германии в Ульме был вторым позади Роберта Хартинга, метнув диск на 62,09 метра. Будучи студентом, представлял страну на Универсиаде в Белграде, где с результатом 63,76 стал бронзовым призёром. Также отметился выступлением на домашнем чемпионате мира в Берлине.
В 2010 году одержал победу на Кубке Европы по зимним метаниям в Арле (65,37), взял бронзу на чемпионате Германии в Брауншвейге (59,18), выступил на чемпионате Европы в Барселоне (58,81).
В июне 2011 года на домашних соревнованиях в Котбусе установил свой личный рекорд в метании диска — 66,87 метра, тогда как в июле с результатом 61,47 выиграл серебряную медаль на чемпионате Германии в Касселе, снова пропустив вперёд Хартинга. Участвовал в чемпионате мира в Тэгу (60,80).
В 2012 году был третьим на чемпионате Германии в Бохуме-Ваттеншайде (63,17) и восьмым на чемпионате Европы в Хельсинки (61,25). Выполнив олимпийский квалификационный норматив (65,00), удостоился права защищать честь страны на летних Олимпийских играх в Лондоне — в программе метания диска на предварительном квалификационном этапе показал результат 59,95 метра, чего оказалось недостаточно для выхода в финал.
В 2015 году добавил в послужной список бронзовую награду, полученную на чемпионате Германии в Нюрнберге (61,61), занял шестое место на Всемирных военных играх в Мунгёне (59,55).
На чемпионате Германии 2017 года в Эрфурте с результатом 62,76 вновь стал бронзовым призёром. По окончании этого сезона завершил спортивную карьеру.